# 莊惠王
松（？—前1057年），是古朝鲜之箕子朝鲜的君主，前君主太祖文聖王之子，子姓。諡號莊惠王（韓語：장혜왕），後王位由兒子詢繼承。